# Arrondissement de Soissons
L'arrondissement de Soissons est une division administrative française, située dans le département de l'Aisne et la région Hauts-de-France.
La zone environnant la ville de Soissons est nommée le Soissonnais. 

## Histoire

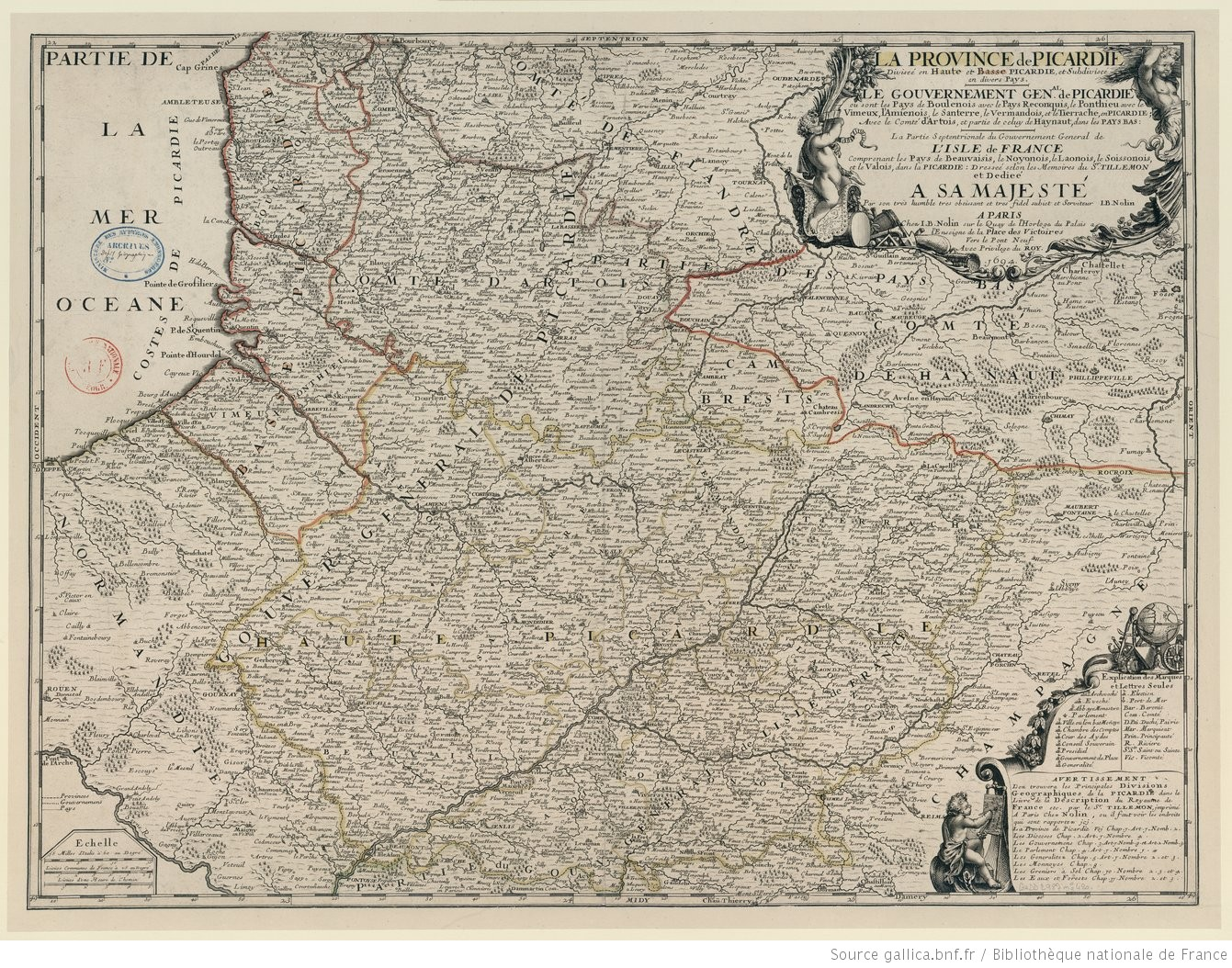
La Province de Picardie divisée en haute et basse Picardie et subdivisée en divers pays, Carte de Jean-Baptiste Nolin comprenant le Soissonnais en ladite province de Picardie.

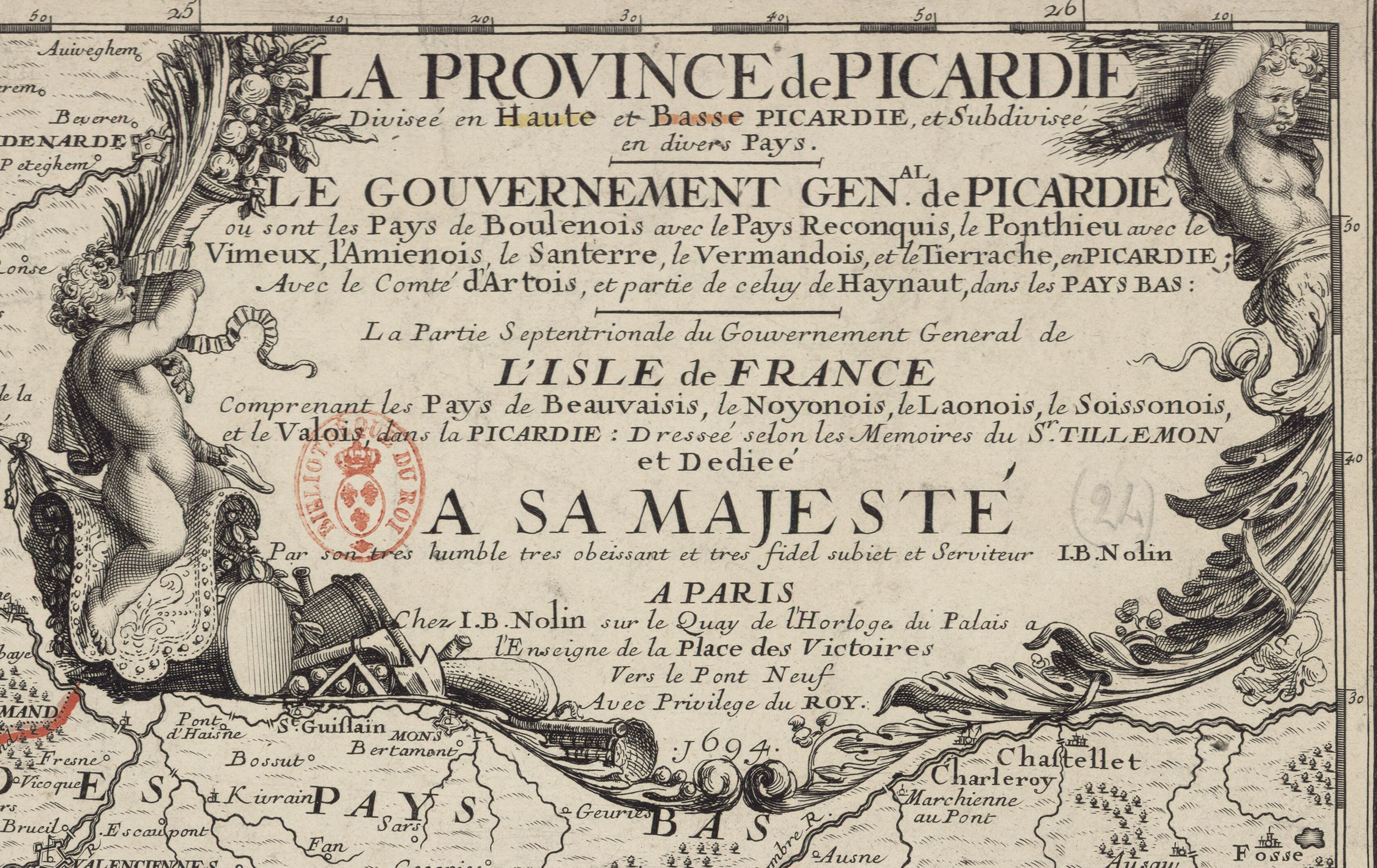
Description de la province de Picardie ; le Soissonnais est décrit comme partie de la province de Picardie et compris dans le gouvernement administratif d'Île-de-France

Historiquement, le Soissonnais est souvent cité comme un pays de la province de Picardie mais administrativement compris dans le gouvernement d'Île-de-France, il se situe sur les confins de la Picardie et de la Champagne, entre le Valois, le Noyonnais et le Laonnois.
Le Soissonnais est un comté dès le Xe siècle : voir la liste des comtes de Soissons.
Sous l'Ancien Régime, le terme de « Soissonnais » a également désigné la généralité de Soissons, ou de manière plus restreinte l'élection de Soissons.
Lors de la création du département de l'Aisne, le district de Soissons fut créé, mais il est supprimé en 1795.
L'arrondissement est l'un des cinq arrondissements de l'Aisne, créés par la loi du 28 pluviôse an VIII (17 février 1800), en même temps que les autres arrondissements français.
Les limites de l'arrondissement sont modifiées par la loi du 12 décembre 1924, où la commune de Loupeigne est détachée du canton d'Oulchy-le-Château de l'arrondissement de Soissons pour intégrer le canton de Fère-en-Tardenois de l'arrondissement de Château-Thierry,. Par le décret-loi du 10 septembre 1926, l'arrondissement de Château-Thierry est supprimé. L'ensemble de ses cantons sont rattachés à l'arrondissement de Soissons. 
La loi du 1er juin 1942 rétablit l'arrondissement de Château-Thierry. L'arrondissement de Soissons retrouve ses limites avant la suppression de l'arrondissement de Château-Thierry.
Ses limites sont modifiées le 1er janvier 2017 par arrêté préfectoral du 20 décembre 2016.

## Composition

### 1801-1926
L'arrondissement comprend 8 cantons dont Braisne, Oulchy-le-Château, Soissons, Vailly, Vic-sur-Aisne et Villers-Cotterêts.
Les limites de l'arrondissement sont modifiées avec le rattachement le 12 décembre 1924 de la commune de Loupeigne à l'arrondissement de Château-Thierry

### 1926-1942
Par le décret-loi du 10 septembre 1926, l'arrondissement de Château-Thierry est supprimée. Le canton comprend 11 cantons dont Braine, Château-Thierry, Charly, Condé-en-Brie, Fère-en-Tardenois, Neuilly-Saint-Front, Oulchy-le-Château, Soissons, Vailly, Vic-sur-Aisne et Villers-Cotterêts

### 1942-1973
La loi du 1er juin 1942 rétablit l'arrondissement de Château-Thierry. L'arrondissement de Soissons est composé de 6 cantons dont Braine, Oulchy-le-Château, Soissons, Vailly, Vic-sur-Aisne et Villers-Cotterêts.

### Période de 1973 à 2015
Après le décret du 23 juillet 1973, l'arrondissement comprend 7 cantons dont Braine, Oulchy-le-Château, Soissons-Nord, Soissons-Sud, Vailly-sur-Aisne, Vic-sur-Aisne et Villers-Cotterêts . 
Avant le redécoupage des cantons de 2014, effectif en mars 2015, l'arrondissement comprend toujours 9 cantons et 159 communes.

### Période 2015 et 2016
Contrairement à l'ancien découpage où chaque canton était inclus à l'intérieur de l'arrondissement, le canton reste une simple circonscription électorale, mais il perd son caractère de circonscription administrative, existant depuis la Révolution française. Le nouveau découpage cantonal s'affranchit donc des limites des arrondissements. L'arrondissement de Soissons comprend deux cantons entiers (Soissons-1 et Soissons-2) et trois cantons partiels (Fère-en-Tardenois, Vic-sur-Aisne et Villers-Cotterêts). Sa composition communale reste inchangée.
| N° | Canton            | Soissons               | Château-Thierry | Laon |
| -- | ----------------- | ---------------------- | --------------- | ---- |
| 5  | Fère-en-Tardenois | 63                     | 20              | 1    |
| 16 | Soissons-1        | 14 + Fraction Soissons |                 |      |
| 17 | Soissons-2        | 13 + Fraction Soissons |                 |      |
| 20 | Vic-sur-Aisne     | 22                     |                 | 28   |
| 21 | Villers-Cotterêts | 46                     | 30              |      |
|    |                   | 159                    |                 |      |

En janvier 2016, sept anciennes communes fusionnent en une nouvelle (Les Septvallons). L'arrondissement compte 153 communes.

### À partir de 2017
Au 1er janvier 2017, une réorganisation des arrondissements est effectuée, pour mieux intégrer les récentes modifications des intercommunalités et faire coïncider les arrondissements aux circonscriptions législatives ; trois communes (Audignicourt, Monampteuil et Vassens) passent de Laon vers Soissons et dix communes passent de Château-Thierry vers Soissons : Chouy, Dammard, La Ferté-Milon, Macogny, Marizy-Sainte-Geneviève, Marizy-Saint-Mard, Monnes, Passy-en-Valois, Silly-la-Poterie et Troësnes,.
Au 1er janvier 2022, les communes de Bazoches-sur-Vesles et Saint-Thibaut se sont regroupées pour former la commune nouvelle de Bazoches-et-Saint-Thibaut. Le nombre de communes de l'arrondissement passe alors de 166 à 165.
Au 1er janvier 2023, les communes de Berzy-le-Sec et Noyant-et-Aconin ont fusionné pour former la commune nouvelle de Bernoy-le-Château. Le nombre de communes de l'arrondissement passe alors de 165 à 164.
Au 1er janvier 2025, les communes de Filain et de Pargny-Filain fusionnent pour constituer la commune nouvelle de Pargny-et-Filain. Le nombre de communes de l'arrondissement passe alors de 164 à 163.
Au 1er janvier 2025, l'arrondissement groupe les 163 communes suivantes :
1. Acy
2. Aizy-Jouy
3. Allemant
4. Ambleny
5. Ambrief
6. Ancienville
7. Arcy-Sainte-Restitue
8. Audignicourt
9. Augy
10. Bagneux
11. Bazoches-et-Saint-Thibaut
12. Belleu
13. Bernoy-le-Château
14. Berny-Rivière
15. Beugneux
16. Bieuxy
17. Billy-sur-Aisne
18. Billy-sur-Ourcq
19. Blanzy-lès-Fismes
20. Braine
21. Braye
22. Brenelle
23. Breny
24. Bruys
25. Bucy-le-Long
26. Buzancy
27. Celles-sur-Aisne
28. Cerseuil
29. Chacrise
30. Chassemy
31. Chaudun
32. Chavignon
33. Chavigny
34. Chavonne
35. Chéry-Chartreuve
36. Chivres-Val
37. Chouy
38. Ciry-Salsogne
39. Clamecy
40. Cœuvres-et-Valsery
41. Condé-sur-Aisne
42. Corcy
43. Courcelles-sur-Vesle
44. Courmelles
45. Couvrelles
46. Coyolles
47. Cramaille
48. Crouy
49. Cuffies
50. Cuiry-Housse
51. Cuisy-en-Almont
52. Cutry
53. Cys-la-Commune
54. Dammard
55. Dampleux
56. Dhuizel
57. Dommiers
58. Droizy
59. Épagny
60. Faverolles
61. La Ferté-Milon
62. Fleury
63. Fontenoy
64. Grand-Rozoy
65. Haramont
66. Hartennes-et-Taux
67. Jouaignes
68. Juvigny
69. Laffaux
70. Largny-sur-Automne
71. Launoy
72. Laversine
73. Lesges
74. Leury
75. Lhuys
76. Limé
77. Longpont
78. Louâtre
79. Maast-et-Violaine
80. Macogny
81. Margival
82. Marizy-Sainte-Geneviève
83. Marizy-Saint-Mard
84. Mercin-et-Vaux
85. Missy-aux-Bois
86. Missy-sur-Aisne
87. Monampteuil
88. Monnes
89. Montgobert
90. Montgru-Saint-Hilaire
91. Montigny-Lengrain
92. Mont-Notre-Dame
93. Mont-Saint-Martin
94. Morsain
95. Mortefontaine
96. Muret-et-Crouttes
97. Nampteuil-sous-Muret
98. Nanteuil-la-Fosse
99. Neuville-sur-Margival
100. Noroy-sur-Ourcq
101. Nouvron-Vingré
102. Oigny-en-Valois
103. Osly-Courtil
104. Ostel
105. Oulchy-la-Ville
106. Oulchy-le-Château
107. Paars
108. Parcy-et-Tigny
109. Pargny-et-Filain
110. Pasly
111. Passy-en-Valois
112. Pernant
113. Le Plessier-Huleu
114. Ploisy
115. Pommiers
116. Pont-Arcy
117. Presles-et-Boves
118. Puiseux-en-Retz
119. Quincy-sous-le-Mont
120. Ressons-le-Long
121. Retheuil
122. Rozières-sur-Crise
123. Saconin-et-Breuil
124. Saint-Bandry
125. Saint-Christophe-à-Berry
126. Saint-Mard
127. Saint-Pierre-Aigle
128. Saint-Rémy-Blanzy
129. Sancy-les-Cheminots
130. Septmonts
131. Les Septvallons
132. Serches
133. Sermoise
134. Serval
135. Silly-la-Poterie
136. Soissons
137. Soucy
138. Soupir
139. Taillefontaine
140. Tannières
141. Tartiers
142. Terny-Sorny
143. Troësnes
144. Vailly-sur-Aisne
145. Vassens
146. Vasseny
147. Vaudesson
148. Vauxbuin
149. Vauxrezis
150. Vauxtin
151. Venizel
152. Vézaponin
153. Vic-sur-Aisne
154. Viel-Arcy
155. Vierzy
156. Villemontoire
157. Villeneuve-Saint-Germain
158. Villers-Cotterêts
159. Villers-Hélon
160. Ville-Savoye
161. Vivières
162. Vregny
163. Vuillery

## Administration
| Période           | Période           | Identité                                            | Fonction précédente                                                  | Observation                                                                                 |
| ----------------- | ----------------- | --------------------------------------------------- | -------------------------------------------------------------------- | ------------------------------------------------------------------------------------------- |
| 1804              | 1805              | Adrien Godard d'Aucour de Plancy                    | …                                                                    | Préfet de la Nièvre (1808-1810)                                                             |
|                   | février 1808      | Jean Jacques Racault de Reuilly                     | …                                                                    | …                                                                                           |
| vers 10 juin 1815 | ?                 |                                                     | …                                                                    | …                                                                                           |
| …                 | …                 | …                                                   | …                                                                    | …                                                                                           |
| vers 2 août 1815  | ?                 | Charles, Joseph, Guillaume, Gaucher, Valérie Denoue | …                                                                    | …                                                                                           |
| …                 | …                 | …                                                   | …                                                                    | …                                                                                           |
| 8 février 1944    | ?                 | Bernard Vaugon                                      | …                                                                    | …                                                                                           |
| …                 | …                 | …                                                   | …                                                                    | …                                                                                           |
| 1919              | 1922              | Antoine Lemoine (1888-1958)                         | …                                                                    | …                                                                                           |
| …                 | …                 | …                                                   | …                                                                    | …                                                                                           |
| 1979              | 1982              | Jean-Michel Bérard                                  | …                                                                    | …                                                                                           |
| …                 | …                 | …                                                   | …                                                                    | …                                                                                           |
| 1er octobre 2004  | 2 octobre 2007    | Lionel Lemoine.                                     | sous-préfet hors classe                                              |                                                                                             |
| 8 octobre 2007    | 17 juillet 2012   | Paul Coulon,                                        | sous-préfet hors classe                                              | Ancien sous-préfet de Molsheim                                                              |
| 17 juillet 2012   | 28 février 2014   | Frédéric Brassac,                                   | sous-préfet de Saint-Jean-d'Angély                                   |                                                                                             |
| 28 février 2014   | 23 mars 2018      | Laurent Olivier                                     | sous-préfet de Parthenay                                             | Sous-préfet hors classe                                                                     |
| 5 juin 2018       | 22 septembre 2020 | Alain Faudon                                        | Sous-préfet hors classe                                              | Sous-préfet hors classe                                                                     |
| 5 octobre 2020    | 21 juin 2023      | Joël Dubreuil                                       | Sous-préfet de Saverne                                               | Nommé secrétaire général de la préfecture des Ardennes, sous-préfet de Charleville-Mézières |
| 27 juillet 2023   | En cours          | Carine Roussel (d)                                  | Sous-préfète chargée de mission auprès du préfet des Alpes-Maritimes |                                                                                             |

## Démographie
En 2022, l'arrondissement comptait 107 206 habitants.
| 1962   | 1968   | 1975   | 1982   | 1990   | 1999    | 2006    | 2011    | 2016    |
| ------ | ------ | ------ | ------ | ------ | ------- | ------- | ------- | ------- |
| 81 438 | 88 713 | 95 148 | 97 017 | 99 362 | 100 627 | 101 434 | 103 139 | 107 744 |

| 2021    | 2022    | - | - | - | - | - | - | - |
| ------- | ------- | - | - | - | - | - | - | - |
| 107 344 | 107 206 | - | - | - | - | - | - | - |

Le tableau et l'histogramme ci-dessus correspondent à la population de l'arrondissement, jusqu'au recensement de 2011 dans ses limites territoriales d'avant 2017.